# Eckard Sinzig
Eckard Sinzig (Pseudonym: Dirk Zaesing
, * 14. September 1939 in Krefeld) ist ein deutscher Schriftsteller, Verleger und Maler.

## Leben
Eckard Sinzig wurde 1939 in Krefeld geboren. Von 1960 bis 1964 studierte er Germanistik, Romanistik, Kunstgeschichte und Philosophie in Köln, München, Paris und Freiburg im Breisgau. Von 1965 bis 1971 lebte er in England und wurde freier Schriftsteller. Vier Romane erschienen. In den Jahren 1976, 1978 und 1981 unternahm Sinzig drei Weltreisen, in deren Verlauf ein großer Teil seines lyrischen und bildnerischen Werks entstand. Nach einer kaufmännischen Ausbildung von 1982 bis 1986 war Sinzig in der Geschäftsleitung einer europäischen Tochterfirma des japanischen Gastronomiekonzerns Kikkoman tätig.
Im Jahr 1990 gründete Sinzig den Verlag Hurinkazan.

## Werke

### Prosa
- Idyllmalerei auf Monddistanz (1965)
- Die größte Schau der Welt (1968, unter dem Pseudonym Dirk Zaesing)
- Die Unterseiten der Oberschenkel (1970)
- Die Jungfrauenhatz (1970, Neuauflage 2010)
- Das Mordkarussell. Eine Horrorburleske (1999)

### Lyrik
- Fetisch Sensor Sphäre. Gedichte und Bilder (1992)
- Kopfpunktierer, Herztranchierer (1997) (mit Original-Offsetlithografien von Klaus Endrikat)
- Bonbons und Erdbälle (2014) ISBN 978-3-902871-59-6
- Lesebuch (2016) ISBN 978-3-944011-57-8